# ایرلباخ
ایرلباخ (به آلمانی: Irlbach) یک شهر در آلمان است که در بایرن واقع شده‌است.

## خصوصیات
ایرلباخ ۱۵٫۸۳ کیلومترمربع مساحت دارد ۳۲۴ متر بالاتر از سطح دریا واقع شده‌است.